# Треналь
Трена́ль (фр. Trenal) — муніципалітет у Франції, у регіоні Бургундія-Франш-Конте, департамент Жура. Населення — 466 осіб (01.01.2021).
Муніципалітет розташований на відстані близько 340 км на південний схід від Парижа, 80 км на південний захід від Безансона, 8 км на південний захід від Лонс-ле-Соньє.

## Історія
У 1956-2015 роках муніципалітет перебував у складі регіону Франш-Конте. Від 1 січня 2016 року належить до нового об'єднаного регіону Бургундія-Франш-Конте.
1 січня 2017 року до Треналь приєднали колишній муніципалітет Мальре.

## Демографія
Динаміка населення (INSEE ):
Розподіл населення за віком та статтю (2006):
| Стать | Всього | До 15 років | 15-24 | 25-44 | 45-64 | 65-85 | Понад 85 |
| --- | ------ | ----------- | ----- | ----- | ----- | ----- | -------- |
| Чоловіки | 180    | 44          | 16    | 52    | 44    | 20    | 4        |
| Жінки | 176    | 24          | 20    | 44    | 52    | 32    | 4        |
| \| Статево-вікова піраміда \| Статево-вікова піраміда \| Статево-вікова піраміда \| \| ----------------------- \| ----------------------- \| ----------------------- \| \| Чоловіки \| Вік \| Жінки \| \| 4 \| 85 + \| 4 \| \| 12 \| 80-84 \| 8 \| \| 0 \| 75-79 \| 16 \| \| 4 \| 70-74 \| 4 \| \| 4 \| 65-69 \| 4 \| \| 0 \| 60-64 \| 4 \| \| 20 \| 55-59 \| 8 \| \| 20 \| 50-54 \| 16 \| \| 4 \| 45-49 \| 24 \| \| 16 \| 40-44 \| 12 \| \| 12 \| 35-39 \| 12 \| \| 12 \| 30-34 \| 16 \| \| 12 \| 25-29 \| 4 \| \| 8 \| 20-24 \| 4 \| \| 8 \| 15-20 \| 16 \| \| 16 \| 10-14 \| 8 \| \| 12 \| 5-9 \| 8 \| \| 16 \| 0-4 \| 8 \| |        |             |       |       |       |       |          |
| Статево-вікова піраміда |        |             |       |       |       |       |          |
| Чоловіки | Вік    | Жінки       |       |       |       |       |          |
| 4 | 85 +   | 4           |       |       |       |       |          |
| 12 | 80-84  | 8           |       |       |       |       |          |
| 0 | 75-79  | 16          |       |       |       |       |          |
| 4 | 70-74  | 4           |       |       |       |       |          |
| 4 | 65-69  | 4           |       |       |       |       |          |
| 0 | 60-64  | 4           |       |       |       |       |          |
| 20 | 55-59  | 8           |       |       |       |       |          |
| 20 | 50-54  | 16          |       |       |       |       |          |
| 4 | 45-49  | 24          |       |       |       |       |          |
| 16 | 40-44  | 12          |       |       |       |       |          |
| 12 | 35-39  | 12          |       |       |       |       |          |
| 12 | 30-34  | 16          |       |       |       |       |          |
| 12 | 25-29  | 4           |       |       |       |       |          |
| 8 | 20-24  | 4           |       |       |       |       |          |
| 8 | 15-20  | 16          |       |       |       |       |          |
| 16 | 10-14  | 8           |       |       |       |       |          |
| 12 | 5-9    | 8           |       |       |       |       |          |
| 16 | 0-4    | 8           |       |       |       |       |          |

## Економіка
2010 року серед 256 осіб працездатного віку (15—64 років) 188 були активними, 68 — неактивними (показник активності 73,4%, у 1999 році було 82,8%). З 188 активних мешканців працювало 180 осіб (90 чоловіків та 90 жінок), безробітними було 8 (4 чоловіки та 4 жінки). Серед 68 неактивних 15 осіб було учнями чи студентами, 41 — пенсіонерами, 12 були неактивними з інших причин.

У 2010 році в муніципалітеті числилось 153 оподатковані домогосподарства, у яких проживали 394,0 особи, медіана доходів виносила 20 887 євро на одного особоспоживача